# 兵庫県道458号壷根坂越線
兵庫県道458号壷根坂越線（ひょうごけんどう458ごう つぼねさこしせん）は、兵庫県相生市から赤穂市に至る一般県道である。

## 概要
相生市相生から赤穂市坂越に至る。

### 路線データ
- 起点：相生市相生（兵庫県道568号相生壷根公園線起点）
- 終点：赤穂市坂越（兵庫県道32号坂越御崎加里屋線交点）
- 総延長：2.964 km

## 地理

### 通過する自治体
- 相生市
- 赤穂市

### 交差する道路
| 交差する道路                 | 市町村名 | 交差する場所 | 交差する場所 |
| ---------------------------- | -------- | ------------ | ------------ |
| 兵庫県道568号相生壷根公園線  | 相生市   | 相生         | 起点         |
| 兵庫県道32号坂越御崎加里屋線 | 赤穂市   | 坂越         | 終点         |

### 沿線
- 赤穂化成
- 生島
- 海の駅しおさい市場
- 大避神社
- 妙見寺
- 妙道寺
- 坂越湾